# Gays Mills
Gays Mills és una població dels Estats Units a l'estat de Wisconsin. Segons el cens del 2000 tenia 625 habitants.

## Demografia
Segons el cens del 2000, Gays Mills tenia 625 habitants, 261 habitatges, i 169 famílies. La densitat de població era de 52,5 habitants per km².
Dels 261 habitatges en un 32,6% hi vivien nens de menys de 18 anys, en un 50,6% hi vivien parelles casades, en un 11,5% dones solteres, i en un 35,2% no eren unitats familiars. En el 32,2% dels habitatges hi vivien persones soles el 19,9% de les quals corresponia a persones de 65 anys o més que vivien soles. El nombre mitjà de persones vivint en cada habitatge era de 2,39 i el nombre mitjà de persones que vivien en cada família era de 3,04.
Per edats la població es repartia de la següent manera: un 27% tenia menys de 18 anys, un 6,4% entre 18 i 24, un 25,1% entre 25 i 44, un 23% de 45 a 60 i un 18,4% 65 anys o més.
L'edat mediana era de 40 anys. Per cada 100 dones de 18 o més anys hi havia 79,5 homes.
La renda mediana per habitatge era de 29.250 $ i la renda mediana per família de 36.607 $. Els homes tenien una renda mediana de 32.875 $ mentre que les dones 18.295 $. La renda per capita de la població era de 17.786 $. Aproximadament l'11,2% de les famílies i el 15,8% de la població estaven per davall del llindar de pobresa.

## Poblacions més properes
El següent diagrama mostra les poblacions més properes.